# روجر ميرسير
روجر ميرسير (بالإنجليزية: Roger Mercer)‏ هو عالم آثار بريطاني، ولد في 12 سبتمبر 1944 في هارتفوردشير في المملكة المتحدة، وتوفي في 3 ديسمبر 2018 في إدنبرة في المملكة المتحدة.